# Bullwinkle-veld
Bullwinkle is een olieveld onder de Golf van Mexico op het Amerikaanse continentale plat, 240 kilometer zuidwest van New Orleans.
Shell Oil kreeg de concessie voor blok Green Canyon 65 in mei 1983 en boorde met de Discoverer Seven Seas in oktober olie aan. De waterdiepte was met 412 meter voor die tijd extreem diep. Hoewel er voor grotere waterdieptes al drijvende constructies ontworpen waren, zoals het tension-leg platform (TLP) voor het Hutton-veld in de Noordzee, besloot Shell hier toch te gaan voor een vast platform.
Shell ontwierp het jacket zelf, door de afdeling Civil Engineering Group. Dit werd gebouwd door Bullwinkle Constructors, een joint-venture van Gulf Marine Fabricators en Kaiser Steel, in Ingleside. De palen en het dek werden gebouwd door McDermott Marine Construction bij Morgan City.
De installatie werd uitgevoerd door Heerema die voor het jacket speciaal de H 851 liet bouwen, de grootste bak ter wereld. Na de lancering op 31 mei 1988 vanaf de H 851 werd het jacket overeind geballast en geplaatst door het kraanschip Odin.
Het platform is met 492 meter het grootste ooit en zal dat vermoedelijk blijven. Voor vaste platformen is voor dit soort waterdieptes de compliant tower ontwikkeld en daarnaast zijn er drijvende platformen mogelijk, zoals TLP, spar en half-afzinkbaar platform.
In 2010 nam Superior Energy Services het veld over van Shell en verkocht op zijn beurt 49% aan Dynamic Offshore Resources die als operator optreedt. Dit is onderdeel van de geleidelijke ontmanteling van het veld.